# Surenawan
Surenawan – wieś w Armenii, w prowincji Ararat. W 2011 roku liczyła 2172 mieszkańców.